# Lassaba hsuhonglini
Lassaba hsuhonglini is een vlinder uit de familie spanners (Geometridae). De wetenschappelijke naam van de soort is voor het eerst geldig gepubliceerd in 2010 door Rikio Sato & Chien-Ming Fu.

## Type
- holotype: "male. 10.IV.2008. leg. H.H. Lin"
- instituut: NMNS, Taichung, Taiwan
- typelocatie: "Taiwan, Hualien County, Chinma Tunnel, 2400 m"